# 王玄範
王玄範，字仲高，福建福清县（今福清市）人。明初官員。

## 生平
洪武四年（1371年）辛亥，明朝首開會試，王玄範考中吳伯宗榜三甲第二名進士。官湖廣桃源縣縣丞。